# Europsko prvenstvo u vaterpolu – Magdeburg 1934.
Vaterpolsko EP 1934. četvrto je izdanje ovog natjecanja. Održano je u Magdeburgu u Njemačkoj od 12. do 19. kolovoza. 

## Konačni poredak
| Mj. | Država       |
| --- | ------------ |
| 1.  | Mađarska     |
| 2.  | Njemačka     |
| 3.  | Belgija      |
| 4.  | Švedska      |
| 5.  | Jugoslavija  |
| 6.  | Francuska    |
| 7.  | Španjolska   |
| 8.  | Čehoslovačka |
| 9.  | Nizozemska   |
| 10. | Italija      |

## Najbolji igrači
- najbolji vratar: Miro Mihovilović ( Jugoslavija)[1]

| Pobjednici              |
| ----------------------- |
| Mađarska Četvrti naslov |